# دونالد مكينتوش
دونالد مكينتوش هو موظف مدني كندي، ولد في 4 سبتمبر 1838 في مونتريال في كندا، وتوفي في 25 يونيو 1876 في مونتانا في الولايات المتحدة بسبب قتل في المعركة.